# لارل لنس
دینا لارل لنس عنوان چندین شخصیت خیالی در فرنچایز ارو ورس سی دابلیو است که بر اساس شخصیتی در دی سی کامیکس به همین نام ساخته شده‌است، این شخصیت توسط تیم نویسنده-هنرمند رابرت کانیگر و کارماین اینفانتاینو ساخته شده‌است و اقتباسی از گرگ برلانتی، مارک گوگنهایم و اندرو کریسبرگ برای ارو در سال 2012 است. کیتی کسیدی چندین نسخه مختلف از این شخصیت را در ارو ورس را به تصویر می‌کشد، که همه آنها بیشتر با نام میانی خود «لارل» به آنها اشاره می‌شود.
اولین نسخه از «لارل» در قسمت آزمایشی ارو به عنوان وکیل مشاور حقوقی و دوست دختر سابق الیور کوئین معرفی می‌شود، که بعداً تبدیل به یک مأمور خودخوانده می‌شود و در فصل‌های بعدی ارو لقب قناری سیاه را می‌گیرد. این شخصیت همچنین در چند قسمت از فلش، افسانه‌های فردا و ویکسن ظاهر شده‌است، که همه آنها در همان دنیای داستانی مشترک قرار دارند.
در سال ۲۰۱۶، قسمت یکی مانده به آخر فصل دوم فلش نسخه آنتاگونیستی لارل لنس از زمین-۲ معروف به بلک سایرن را معرفی می‌کند. این نسخه از لارل متعاقباً در فصل پنجم ارو برای برخی از قسمت‌ها ظاهر می‌شود. شخصیت به تدریج در فصل‌های بعدی قهرمان می‌شود و سرانجام مانند نسخه اولیه زمین-۱، لقب قناری سیاه را می‌گیرد.علت مرگ به دست دشمن دارك كشته شد